# New International (журнал, США)
«New International» (Новый интернационал) — название теоретического марксистского журнала, издающегося Социалистической рабочей партией (СРП) США.
Первоначально журнал под таким названием издавался американскими троцкистами в 1934—1936 годах. Затем его издание было возобновлено в 1938 году после образования СРП. После раскола 1940 года СРП начала издание теоретического журнала «Fourth International», который с 1956 года носил название «International Socialist Review». В свою очередь, журнал «New International» продолжал издаваться Максом Шахтманом до 1958 года. В 1983 году Социалистической рабочей партией было возобновлено издание теоретического журнала под названием «New International».

## История журнала

### «New International»: 1934—1940
В июле 1934 года американской секцией Международной левой оппозиции Коммунистической лиги Америки был запущен англоязычный теоретический и публицистический журнал «New International» (Новый интернационал). В 1936 году после вступления американских троцкистов в Социалистическую партию Америки выпуск журнала был прекращён. В 1938 году после образования в США Социалистической рабочей партии (СРП) издание журнала было возобновлено.
Журнал выходил ежемесячно. Редактором журнала в июле 1934 — июне 1936 года являлся Макс Шахтман, в январе 1935 — июне 1936 года — Джон Вест (соредактор). После воссоздания журнала в 1938 году был создан редакционный совет, в состав которого входили: в январе 1938 — марте 1939 года Макс Шахтман, Джеймс Бернхем, Морис Спектор (бывший генеральный секретарь Компартии Канады, ставший членом СРП). Затем Спектор вышел из СРП, и с апреля 1939 по март 1940 года в состав редакционного совета входили Шахтман и Бернхем.

### «New International»: 1940—1958
После раскола СРП в 1940 году журнал остался за сторонниками Макса Шахтмана, вышедшими из Четвёртого интернационала и образовавшими Рабочую партию. С апреля 1940 по декабрь 1949 года журнал выходил ежемесячно, с января 1950 по август 1954 года — раз в два месяца, с весны 1955 года — раз в квартал. Издание журнала прекратилось летом 1958 года.
Его редакторами были: в апреле 1940 года — Джеймс Бернхем и Макс Шахтман, в мае 1940 — сентябре 1941 года — Макс Шахтман, в октябре 1941 — июне 1943 года — Альберт Глоцер (Albert Glotzer, под псевдонимом Albert Gates), с июля 1943 по сентябре 1945 года — вновь Макс Шахтман. В октябре 1945 — декабре 1947 года редакторами являлись Макс Шахтман, Эрнест Эрбер (Ernest Erber), Альберт Глоцер, совместно или сменяя друг друга. В декабре 1947 — марте 1949 года пост редактора журнала занимал Хэл Дрэпер, апреле — декабре 1949 и марте — апреле 1950 года — Макс Шахтман, январе — феврале 1950 и мае 1950 — декабре 1952 года — Эмануэль Гельтман (Emanuel Geltman, под псевдонимом Emanuel Garrett), с января 1953 года до окончания издания журнала — вновь Макс Шахтман.

### «Fourth International»: 1940—1956
В мае 1940 года, уже после раскола, СРП начала издание журнала «Fourth International» (Четвёртый интернационал). Журнал также выходил ежемесячно, с января 1950 года — раз в два месяца, с января 1954 года — раз в квартал. В состав редакционного совета журнала в разное время в течение мая 1940 — декабря 1941 года входили: Джеймс П. Кэннон, Альберт Голдман, Джозеф Хансен, Джордж Новак (некоторое время под псевдонимом William F. Warde), Феликс Морроу. В январе 1942 — феврале 1945 года редактором журнала был Феликс Морроу, в марте 1945 — январе 1949 — Берт Кохран (под псевдонимом E. R. Frank), в феврале 1949 — апреле 1953 года — Джордж Кларк (George Clarke), с мая 1953 до осени 1955 года — Джордж Новак (под псевдонимом William F. Warde), с осени 1955 до весны 1956 года — Джозеф Хансен. После раскола Четвёртого интернационала в конце 1953 года СРП стала одним из основателей Международного комитета Четвёртого интернационала (МКЧИ).

### «International Socialist Review»: 1956—1975
Осенью 1956 года вышел последний номер журнала «Fourth International». Вместо него МКЧИ начал издание журнала «International Socialist Review» (Международное социалистическое обозрение). Первый номер нового журнала вышел летом 1956 года, сохранив старую нумерацию. До конца 1959 года редактором журнала был Джозеф Хансен, затем с конца 1959 по зиму 1963 года — Мюрри Вейс (Murry Weiss), с весны 1963 — Том Керри (Tom Kerry). После воссоединения Четвёртого интернационала в 1963 году, СРП вновь стала его американской секцией. С января 1967 года журнал стал выходить не ежеквартально, а раз в два месяца. Выпуск журнала как независимого издания прекратился в 1975 году. С этого времени до 1990-х годов он выходил в качестве приложения к органу СРП газете «The Militant».

### «New International»: с 1983 года
В 1983 году был запущен теоретический журнал «New International». Его издание было начато СРП совместно с канадской Революционной рабочей лигой (Revolutionary Workers' League). Редакторами журнала являются Мэри-Элис Уотерс (Mary-Alice Waters), Стив Кларк (Steve Clark) и Джек Барнс (Jack Barnes). Выходит в издательстве СРП «Pathfinder Press» в Нью-Йорке. С 1983 по 2008 год вышло всего 14 выпусков. Журнал имеет ISSN — 0737-3724. Однако каждый из выпусков журнала выходит с собственным ISBN.
Также в Нью-Йорке издаётся испаноязычная версия журнала «Nueva internacional» (с 1991 года), а в Монреале (Канада) — франкоязычная «Nouvelle internationale» (с 1985 года, ISSN — 0827-0929).